# ChipWits
ChipWits ist ein Programmierspiel, das 1984 von Doug Sharp und Mike Johnston für den Apple Macintosh entwickelt wurde.
Der Spieler verwendete eine ikonische Programmiersprache, genannt IBOL (Icon Based Operating Language), um einem virtuellen Roboter beizubringen, sich durch verschiedene Labyrinthe zu navigieren. Das Spiel war gut geeignet, die Grundlagen der Programmierung zu erlernen – hatte allerdings auch generell hohen Unterhaltungscharakter. Die Reviews aus der Zeit waren durchweg sehr positiv.
ChipWits hat mehrere Preise gewonnen, darunter MACazine Best of '85, und MacUser's Editor's Choice 1985 Award.
Das Spiel wurde in MacFORTH geschrieben und 1985 auf den Apple II und den Commodore 64 portiert.